# Hüttisheim
Hüttisheim – miejscowość i gmina w Niemczech, w kraju związkowym Badenia-Wirtembergia, w rejencji Tybinga, w regionie Donau-Iller, w powiecie Alb-Donau, wchodzi w skład związku gmin Kirchberg-Weihungstal. Leży w Górnej Szwabii, ok. 12 km na południe od Ulm.